# Elisenberg

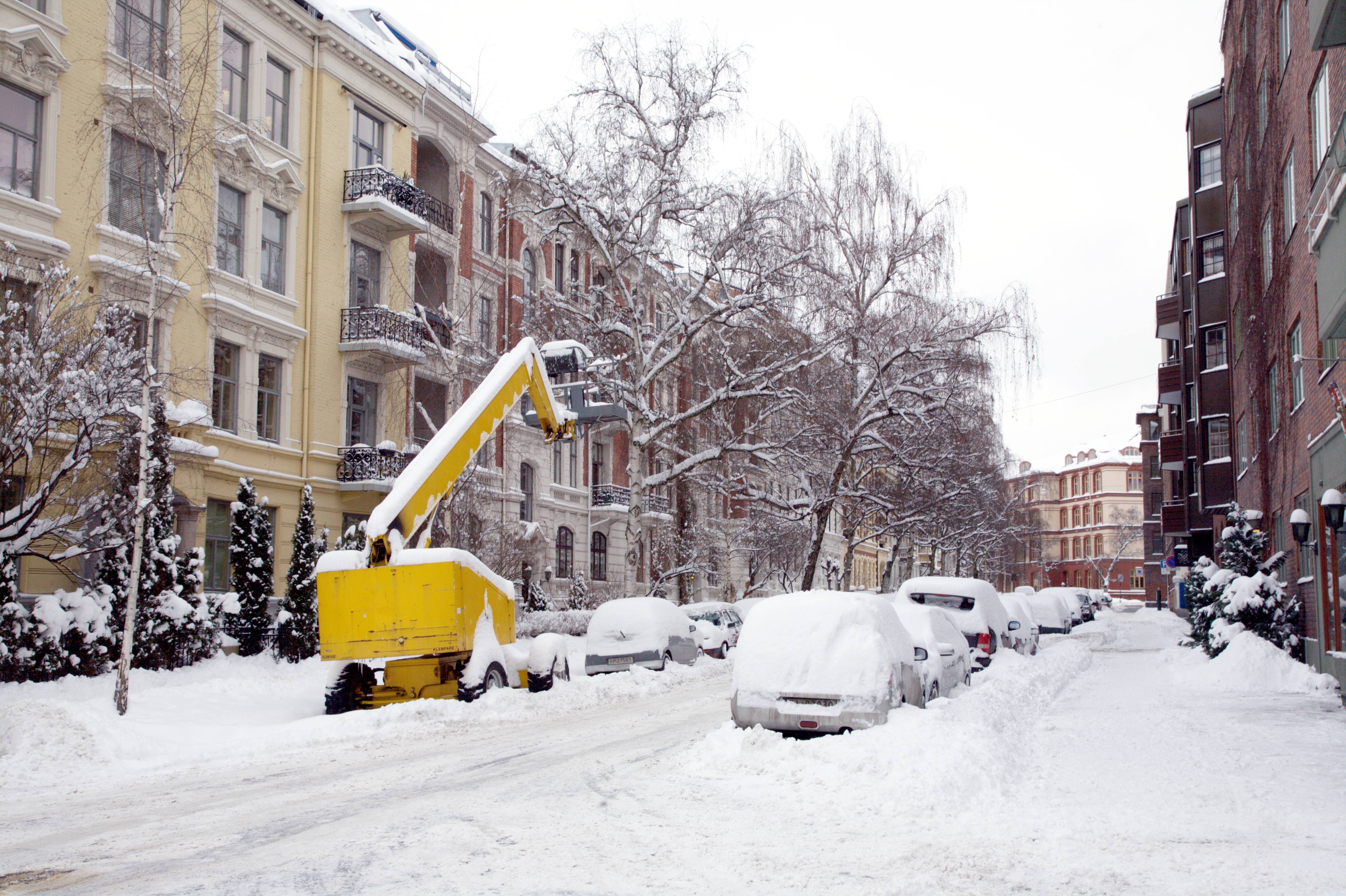
Elisenbergveien.
Påbörjad ingång till Elisenberg station är bakom vinmonopolskylten på höger sida

Elisenberg är ett område i stadsdelen Frogner i Oslo. Elisenberg nämns inte som ett eget område, men kan definieras till området där Elisenbergveien sträcker sig från Nobels gate till Frognerveien, i Frogner.
Namnet kommer från "løkken" Elisenberg, och skänktes av ägaren Zahlkasserer Andreas Schaft till ära för dottern Martine Elisabeth. Løkkebyggnaderna är fortfarande bevarade, och är nu kända som Schafteløkken.
Platsen betjänas av hållplatsen Elisenberg på Frognerlinjen, och har också gett namn till en underjordisk järnvägsstation med samma namn som påbörjades men inte blev fullföljd.